# Ich bin neugierig (blau)
Ich bin neugierig (blau), schwedischer Originaltitel: Jag är nyfiken – blå, ist ein schwedischer Spielfilm mit dokumentarischen Elementen in Schwarz-Weiß. Regie führte Vilgot Sjöman, der auch das Drehbuch verfasste. In der Bundesrepublik Deutschland kam der Film das erste Mal am 9. August 1968 in die Kinos. Der Film ist die Fortsetzung von „Ich bin neugierig (gelb)“ und wurde gleichzeitig mit jenem konzipiert. Im deutschen Sprachraum kam der „blaue“ Streifen damals zunächst unter dem Titel Sie will’s wissen auf den Markt. Die Farben „gelb“ und „blau“ stehen für die Farben in der schwedischen Nationalflagge.

## Handlung
Abermals streift die 20-jährige Schwedin Lena Nyman mit Mikrofon und Tonbandgerät durch Schweden, um ihre Neugierde zu stillen und die Einstellungen ihrer Mitmenschen zu erfragen. Im zweiten Teil geht es um Liebe zu dritt, um die lesbische Liebe, den sexuellen Außenseiter, die Kirche und den Staat, um ledige Mütter, um die Mängel im Strafvollzug und im Sexualkundeunterricht und anderes.

## Kritiken
„Inhaltlich und stilisisch wie der Vorgänger: eine Mischung aus teilweise zutreffender Gesellschafts- und Moralkritik und spekulativen Entgleisungen, präsentiert mit einer etwas selbstgefälligen Bürgerschreckattitüde. Die Methode, vom Standpunkt der jungen, unangepaßten Generation ein polemisches Kaleidoskop linker wie rechter Spießbürgerlichkeit zu entwerfen, ist zuweilen nicht ohne Reiz, in so geballter Form jedoch ermüdend.“

„Der zweite Teil von Sjömans angeblich schockierender und provozierender Reportage über Vorurteile, Tabus, sexuelle Außenseiter und die schwedische Gesellschaft. Ein oberflächlicher, verwirrender und vor allem langweiliger Film, dessen spekulative Absichten zwar durch den berechtigten Eingriff der FSK gemildert wurden, der aber dennoch als verfehlt und geschmacklos abgelehnt werden muß.“